# Guadalix de la Sierra
Guadalix de la Sierra – miasto w Hiszpanii we wspólnocie autonomicznej Madryt, leży w odległości 49 km od Madrytu, nad rzeką Guadalix.